# Swiss Miss
Swiss Miss is een Amerikaanse komedie uit 1938 met Laurel en Hardy.

## Verhaal
Stan en Ollie zijn verkopers van muizenvallen. Omdat er in Zwitserland meer kaas is en volgens Stan dus meer muizen, trekken ze daarheen. Ze worden opgelicht door een kaashandelaar en moeten schotels wassen in een hotel om hun schuld te betalen. Daar maken ze kennis met een Weense componist en zijn aantrekkelijke vrouw. Oliver raakt verliefd op het kamermeisje Anna, maar zij blijkt de vrouw te zijn van de Weense componist Victor. Stan en Ollie moeten Victors piano verplaatsen over een wankele hangbrug. Halverwege ontmoeten ze een gorilla.

## Rolverdeling
| Acteur            | Personage     |
| ----------------- | ------------- |
| Stan Laurel       | Stanley       |
| Oliver Hardy      | Oliver        |
| Walter Woolf King | Victor Albert |
| Eric Blore        | Edward        |
| Georges Sorel     | Joseph        |
| Charles Judels    | Kaasverkoper  |
| Jean De Briac     | Enrico        |
| Charles Gemora    | Gorilla       |

## Productie
Tot ongenoegen van Stan Laurel liet Hal Roach enkele scènes uit de film knippen. Oorspronkelijk zat er in de piano een bom die zou ontploffen als een bepaalde toets ingedrukt werd.
De film bevat verschillende liedjes. In Let Me Call You Sweetheart van Leo Friedman begeleidt Stan Oliver op een tuba.